# Urbanix
Urbanix è un videogioco a piattaforme sviluppato e pubblicato Nordcurrent, in collaborazione con Nintendo, per varie console. Il gioco è acquistabile come WiiWare. Il gioco è uscito in Europa il 7 gennaio del 2011.
Il gioco, ispirato ad alcuni giochi classici dei computer, consiste nell'edificare una certa percentuale di un territorio (ambientato nella Luna, in campagna o nei ghiacciai) evitando gli ostacoli mobili (Rubaterra).